# Thomas Ralph Merton
Sir Thomas Ralph Merton, angleški zdravnik in izumitelj, * 1888, † 1969.
Kot prvi znanstvenik je bil leta 1916 sprejet v Kraljevo pomorsko prostovoljno rezervo kot poročnik, pri čemer je bil dodeljen tajni službi. Iznašel je metodo za razkrivanje nemškega nevidnega črnila, hkrati pa je razvil britanskega.

## Nagrade
- Rumfordova medalja